# Saint-Pierre-du-Mont (Nièvre)
Saint-Pierre-du-Mont település Franciaországban, Nièvre megyében. Lakosainak száma 163 fő (2022. január 1.). Saint-Pierre-du-Mont Breugnon, Ouagne, Cuncy-lès-Varzy, Villiers-le-Sec, Varzy, Courcelles és Corvol-l’Orgueilleux községekkel határos.

## Népesség
A település népessége az elmúlt években az alábbi módon változott:
| Lakosok száma | 202  | 200  | 205  | 190  | 180  | 170  | 167  | 163  | 163  |
|               | 2013 | 2015 | 2016 | 2017 | 2018 | 2019 | 2020 | 2021 | 2022 |